# Dasyscelidius brasiliensis
Dasyscelidius brasiliensis är en insektsart som beskrevs av Max Beier 1962. Dasyscelidius brasiliensis ingår i släktet Dasyscelidius och familjen vårtbitare. Inga underarter finns listade i Catalogue of Life.